# The Man from Mexico
The Man from Mexico é um filme de comédia mudo produzido nos Estados Unidos e lançado em 1914. É atualmente considerado um filme perdido.